# Emília Xargay i Pagès
Emília Xargay i Pagès (Sarrià de Ter, Gironès, 22 de novembre 1927 - L'Escala, Alt Empordà, 28 de desembre de 2002) fou una pintora, ceramista i escultora catalana. Va treballar amb tècniques tan diverses com l'orfebreria, el mural, la ceràmica, el dibuix, els cartells i els tapissos, entre d'altres. La seva obra s'identifica per un gran expressionisme i una forta presència de les figures geomètriques. Va formar part del III Cicle Experimental d'Art Nou i el 1951 va ser una de les fundadores del grup Indika.
La seva obra es pot trobar als museus de São Paulo, Perpinyà, al Museu d'Història de la Ciutat de Girona, al Museu d'Art Modern de Barcelona, al Museu Comarcal de la Garrotxa i al Museu Nacional d'Art de Catalunya.

## Biografia

### Primers anys
Emília Xargay i Pagès, juntament amb els seus dos germans, va ser filla d'una mestressa de casa i d'un mestre d'obres; va quedar òrfena de pare el 1930. Xargay havia nascut en un entorn rural on va tenir un important contacte amb la natura, en el seu poble natal de Sarrià. Va estudiar a l'actual Escola Eiximenis, i va compaginar els seus estudis a l'escola amb les classes particulars de dibuix, que al principi feia d'amagat de la seva mare. El seu secret va sortir a la llum quan va rebutjar les indicacions de la mestra d'arts pràctiques dient-li que ella "en sabia més que la mestra", per aquest fet va ser expulsada de l'escola.
Quan la seva mare va comprendre la vocació artística de la filla, la va apuntar a classes particulars al taller de Joan Orihuel, que la formaria a ella i també a Paco Torres Monsó, Joan Riu i Montserrat Llonch en la pintura. S'inicia en l'àmbit de la pintura tradicional a les primeres mostres de 1942 i 1944. Aquest ultim any va fer la seva primera exposició als 17 anys, a la Sala de la Rambla de Girona, juntament amb altres alumnes d'Orihuel.

### Obra i trajectòria
Com a artista va ser molt polifacètica, ja que dibuixà cartells, il·lustrà llibres, modelà trofeus d'entitats, realitzà ceràmica i treballà el vidre, la llana o fins i tot dissenyà joies o gravats. Va treballar amb diferents tècniques, totes elles impregnades de la voluntat d'experimentació i en constant evolució, que la portaran a exposar fora d'Espanya, a l'Argentina, els Estats Units, Cuba, França, Alemanya i Mèxic.
En l'àmbit pictòric abandonà la pintura més academicista per buscar la seva pròpia estètica, marcada per la presència geomètrica d'una realitat figurativa, base d'un gran expressionisme. El 1963 es va iniciar en l'escultura, ja que el volum de producció de pintura comença a decaure aquest mateix any. Esdevindrà una disciplina que acabarà formant part central de la seva obra.
Una de les característiques de la seva trajectòria artística serà aquest caràcter polifacètic que la porta a diversificar la seva obra i treballar en diferents tècniques artístiques, tot i que serà principalment reconeguda per les seves escultures. En la seva estatuària passa del joc rítmic dels volums als valors del pla, aplicant a la seva tasca escultòrica la interrelació de massa i buit desenvolupada per Henry Moore. Dota les seves escultures de connotacions i contrastos cromàtics, i sintetitza les formes sense apartar-se del món real.
A partir d'un viatge a Itàlia el 1952 veu la importància de l'art públic; a partir de llavors, l'artista sarrianenca es planteja el concepte d'artista total, per respondre les demandes de les de diferents tècniques de l'art. Mitjançant el mural i el monument públic, l'artista porta el seu art al carrer. El seu primer encàrrec el rep el 1967 i es tracta del plafó de formigó i esmalt per a l'aeroport de Girona-Costa Brava. Aquest mateix any viatjarà cap a l'Argentina per fer exposicions al país, i serà acollida a casa de la seva germana. El 1973 realitza un policrom retaule popular a les parets exteriors del mercat municipal de Salt (Girona). Com monument destaca el dedicat a la cobla Els Montgrins, a Torroella de Montgrí (Baix Empordà), i el monument dedicat a Fra Ramon Pané, al monestir de Sant Jeroni de la Murtra, a Badalona.
També viatjà a París, on va conèixer artistes abstractes, però tot i rebre una forta influència dels moviments no figuratius, no abandona l'esquematisme de la figuració i l'exercici de depuració de la realitat.
Més enllà d'aquestes tasques artístiques de caràcter més plàstic que va desenvolupar en la seva carrera professional, el 1950 va treballar com a secretària del rodatge del film Pandora y el holandés errante, en el qual participaven actors com Mario Cabré, Ava Gardner i James Mason; Xargay hi va realitzar els storyboards. Aquesta pel·lícula va tenir un pes important en l'aparició del toro en la seva obra artística, que es va convertir en una de les imatges de l'artista.

#### Exposicions
Exposà a Catalunya (en ciutats com ara Girona, Barcelona o l'Escala), a l'Estat espanyol (València, Madrid, Sevilla, etc.) i a la resta del món (Argentina, Estats Units, Cuba, França, Alemanya o Mèxic, entre d'altres països).
El 1944 va fer la seva primera exposició als 17 anys; es tracta de l'exposició que va tenir lloc a la Sala de la Rambla de Girona, juntament amb altres alumnes d'Orihuel. I al cap de dos anys, el 1946, la mateixa sala va acollir una exposició de Xargay en què exposava sola. El 1950, juntament amb Enric Marquès i Joaquim Casellas, va exposar a Barcelona en una mostra col·lectiva sota el nom de Grup de Girona, una de les seves exposicions més importants.
Participa en els Salons d'Octubre i el 1951, al costat de Joan Massanet i Francesc Torres Monsó forma el grup Indika, al qual més tard s'incorporen Esther Boix, Jordi Curós, Guillem Massot, Joaquim Casellas i Evarist Vallès. L'obra que realitza planteja una sèrie de forts contrastos de colors, gairebé fauvistes, a través d'una pinzellada ampla i carregada de matèria, en la qual preval un constructivisme sòlid i una ordenació geometrizant que es convertirà en un dels elements característics de l'obra de l'artista.
El 1960, juntament amb Carles Vivó, Antoni Varés i Isidre Vicens, varen promoure la I Fira del Dibuix a la plaça del Vi de Girona, coincidint amb les Fires i Festes de Sant Narcís.

### Premis i commemoracions
Emília Xargay va rebre la Segona Medalla en l'Exposició Nacional d'Art de Madrid el 1947; el 1955 va obtenir el Premi del Ministeri d'Instrucció Pública de Brasil a la III Biennal Hispanoamericana d'Art de Barcelona, i també el premi Ynglada-Guillot, el Premi d'Escultura de la Diputació de Barcelona el 1970, Premi d'Escultura de Petit Format, el 1981, el Premi al Mural Ceràmic, el 1982 i la Creu de Sant Jordi el 1992. Com a activitat secundària, durant anys va impartir classes de dibuix i escultura al seu taller, on desenes de joves van aprendre a educar la vista i a millorar les seves aptituds artístiques. Entre d'altres, alguns com en Quim Bou s'han convertit en professionals del dibuix. En l'actualitat, com a homenatge pòstum, la Biblioteca Municipal Emília Xargay de Sarrià de Ter va ser batejada amb el seu nom.